# Bematistes quadricolor
Bematistes quadricolor is een vlinder uit de familie Nymphalidae. De wetenschappelijke naam van de soort is voor het eerst voorgesteld als Planema quadricolor door Alois Friedrich Rogenhofer in een publicatie uit 1891.

## Verspreiding
De soort komt voor in de bergbossen van Congo-Kinshasa, Oeganda, Kenia, Rwanda, Burundi en Tanzania.

## Waardplanten
De rups leeft op soorten uit de passiebloemfamilie (Passifloraceae) waaronder Adenia cissampeloides (Planch. ex Hook.) Harms, Adenia gummifera (Harv.) Harms, Passiflora, Basananthe Peyr. en op Vitis (Vitaceae).